# Окситетрабромид вольфрама(VI)
Окситетраброми́д вольфра́ма(VI) — неорганическое соединение, оксосоль металла вольфрама и бромистоводородной кислоты с формулой WOBr4,
тёмно-коричневые кристаллы,
реагирует с водой.

## Получение
- Действие паров брома на смесь оксида вольфрама(VI) с углём:

{\displaystyle {\mathsf {WO_{3}+2Br_{2}+C\ {\xrightarrow {T}}\ WOBr_{4}+CO_{2}}}}

## Физические свойства
Окситетрабромид вольфрама(VI) образует гигроскопичные тёмно-коричневые кристаллы.
Реагирует с водой.

## Химические свойства
- Реагирует с водой:

{\displaystyle {\mathsf {WOBr_{4}+2H_{2}O\ {\xrightarrow {}}\ WO_{3}+4HBr}}}